# Rat u Iraku
Rat u Iraku, znan i kao Irački rat i Drugi Zaljevski rat, bio je oružani sukob koji je počeo 2003. invazijom koalicije predvođene Sjedinjenim Američkim Državama na Irak u cilju svrgavanja vlade Saddama Husseina.
Glavni povod za rat bilo je navodno oružje za masovno uništenje, navodno u posjedu iračkoga diktatora Saddama Husseina koje se smatralo prijetnjom Sjedinjenim Državama. Drugi razlozi za rat, prema nekim službenicima SAD-a, bila je navodna suradnja Husseina i al-Qaede, ali nijedan dokaz o ikakvoj suradnji ili vezi između njih nije nikada pronađen. Ostali razlozi bili su iračka financijska potpora palestinskim bombašima samoubojicama, kršenje ljudskih prava, širenje demokracije.
Sama invazija je trajala od ožujka do svibnja 2003., u kojoj je Koalicija okupirala Irak i svrgnula vladu Saddama Husseina, dok su se od druge faze vodile borbe protiv napada pobunjenika koji su se borili protiv okupacije, građanskog rata između Sunnita i Shiita te suradnika al-Qaede koji su došli u Irak, a koja je trajala preko šest godina. Sam rat izazvao je brojne kontroverze, iako američki političari tvrde da je legitiman te da je jedan u nizu njegovog Rata protiv terorizma. Američki predsjednik George W. Bush je pri kraju svojeg mandata priznao neke greške, ali je isto tako izjavio da nije zažalio što je pokrenuo rat zbog uvođenja demokracije i eliminiranja Husseinovog režima u toj državi. U 2008., Irak se nalazio na petom mjestu na Indeksu propalih država svijeta, a 2009. na šestom mjestu. Nakon odlaska Busha s dužnosti predsjednika, njegov nasljednik Barack Obama je u kolovozu 2010. pokrenuo masovno povlačenje američkih snaga iz Iraka, čime je nakon 7,5 godina završen rat.
Broj mrtvih u sukobu je nepoznat, no procjene sežu od najmanje 150.000. do najviše 1 milijun.

## Povod
U rujnu 2002. pojavila se kriza zbog tvrdnje američkog predsjednika Georgea W. Busha da Irak posjeduje oružja za masovno uništenje, pomaže teroristima (te je tako i implicirao da je Irak stajao iza napada 11. rujna 2001.) i da se nije razoružao prema rezolucijama UN-a. Još je ranije naveo da su "Irak, Iran i Sjeverna Koreja osovine zla". Irak je izjavio da ne posjeduje ikakva oružja za masovno uništenje. 
U studenom 2002. Vijeće sigurnosti UN-a odobrilo je rezoluciju 1441 kojom se zahtijeva da Irak surađuje sa svojim obavezama za razoružanje što je ta država prihvatila, na što su UNMOVIC inspektori počeli sa svojim pretragama.
CIA je u veljači 2002. poslala veleposlanika Josepha Wilsona da istraži tvrdnje o izvještajima prema kojima Irak pokušava nabaviti uranij od Nigera. Wilson se vratio i informirao CIA da su izvještaji o prodaji uranija Iraku "potpuno krivi". Busheva administracija je, pak, tvrdokorno ustrajala na tom stajalištu, osobito u Bushevom obraćanju naciji u siječnju 2003. u kojem je izjavio da Irak kupuje uranij, citirajući britanske tajne službe. Naknadno, 1. svibnja 2005., "Bilješka s Downing Streeta" je objavljena u The Sunday Timesu. Sadržavala je pregled tajnog susreta između britanske vlade, Ministarstva obrane i britanske tajne službe 23. srpnja 2002. koje su raspravljale o nastanku rata u Iraku. Bilješka je navela da je "Bush htio maknuti Saddama, uz pomoć vojne akcije opravdane spojem terorizma i oružjima za masovno uništenje. Ali izvještaji i činjenice su se "uređivale" oko te politike.".
2003. vođa inspektora Hans Blix otišao je u Irak i nije našao ikakve tragove zabranjenih oružja. Iako je u veljači 2003. iznio razmjerno negativno izvješće o suradnji Iraka s međunarodnim inspektorima, ipak je izjavio da nije našao "ikakav dokaz da Irak skriva ili posjeduje oružje za masovno uništenje". U interviewu rujnu 2003. Blix je čak iznio procjenu da je "Irak uništio svoja oružja za masovno uništenje još prije 10 godina".
No američki predsjednik Bush nije bio zadovoljan, ustvrdivši da Irak skriva svoj arsenal od inspektora i da pomaže teroristima. Državni sekretar SAD-a Colin Powell čak je održao prezentaciju u Vijeću sigurnosti UN-a i predstavio navodne dokaze o tome kako Irak posjeduje pokretne kamione/laboratorije u kojima proizvodi antraks te da planira nabaviti nuklearno oružje. I britanski premijer Tony Blair je snažno zagovarao vojnu intervenciju, navodeći kako se pod Husseinovim režimom kršilo humanitarno pravo te je nastradalo oko 400.000 ljudi te kako Irak ima oružje koje je sposobno doseći i Veliku Britaniju. Nakon neuspjelog pokušaja da se u UN-u dobije rezolucija koja podržava upotrebu vojne intervencije, SAD je 17. ožujka 2003. objavio ultimatum – Saddam Hussein mora "napustiti Irak u roku od 48 sati ili će biti rata". Kada se to nije dogodilo, SAD i U.K. započeli su s Koalicijom drugih država rat s Irakom, navodno kako bi se riješili diktatora Saddama Husseina i stabilizirali regiju.

## Tijek rata 2003.
Koalicija od 48 država koju su predvodile SAD, a uključivala je i države kao što su Japan, Australija, Poljska, Danska, Južna Koreja, Filipini, Afganistan (pod kontrolom SAD-a), Italija i Španjolska, imala je oko 315.000 vojnika, dok je Irak imao snagu od 375.000, ali je bio oslabljen zbog dugogodišnjih sankcija. Pošto Koalicija nije dobila dozvolu napasti Irak s Turske, invazija je krenula 20. ožujka 2003. s teritorija Kuwaita i Saudijske Arabije, nazvana operacija Iračka sloboda. Tog datuma su se čule eksplozije u Baghdadu, nedugo nakon isteka ultimatuma, a prva meta je bio sam Saddam Hussein i njegovi visoki dužnosnici u njegovu bunkeru kojega su gađale rakete s vojnih brodova u Perzijskom zaljevu. Idućeg jutra Hussein se pojavio na televiziji živ te je održao govor svojem narodu, makar su neki britanski stručnjaci zaključili da se radi o njegovom dvojniku. Irak je prvih dana vodio popriličan otpor na jugu zemlje te je zapalio izvore nafte uz granicu s Kuwaitom kako bi izveo kaos, dok su na sjeveru Kurdi već odavno izmakli autoritetu zemlje pa je Turska poslala dodatne vojnike kako bi čuvali granicu.
No s vremenom je Koalicija postizala sve veće uspjehe, a vojnici Iraka počeli su masovno dezertirati. Osvojeni su gradovi Basra, Umm Qasr i Nasiriyah, dok je istodobno Arapska liga 24. ožujka izglasala jednoglasnu rezoluciju kojom se poziva na prestanak invazije – izuzev Kuwaita koji je htio da se rat nastavi. Ubrzo je Koalicija stigla i do grada Najaf, a SAD su optužile Siriju da je sakrila iračko oružje za masovno uništenje, što je ta država snažno osporila. 4. travnja osvojen je aerodrom u Baghdadu, a sam grad je opkoljen. 9. travnja 2003. pao je Baghdad uz simbolično emitiranje rušenja Husseinovog kipa na središtu trga koje je popraćeno ovacijama Iračana koji su kip udarali svojim cipelama, a 10. travnja su Kurdi osvojili Kirkuk na sjeveru. Time je završena 24-godišnja vladavina Husseina.
Bush je 1. svibnja održao govor na vojnom brodu USS Abraham Lincoln te proglasio kraj vojnih operacija, uz transparent "Misija izvršena!". Koalicija je objavila da je do svibnja 2003. poginulo tek 139 američkih trupa te 33 britanskih. Sama invazija trajala je tek nešto više od mjesec dana, a suočeni s nestankom Husseinovog režima, Iračani su isprva spontano s oduševljenjem dočekali Amerikance. Međutim, tako je nastao i vakuum u moći koji je prouzročio kaos i pljačku, te razaranja vrijednih povijesnih spomenika usred općeg nereda diljem države. Isto tako, ubrzo su počeli gerilski napadi pobunjenika na vojnike Koalicije koji su postali više smrtonosni nego izravne bitke.
Bivši irački diktator Saddam Hussein, koji je pobjegao nakon pada Baghdada, uhvaćen je 13. prosinca 2003., no napadi pobunjenika i militanata protiv američkih vojnika i civila nisu prestali, a nasilje u Iraku je narednih godina gotovo postala rutina, a kasnije su se pojavili i sukobi Shiita i Sunnia, što je mnoge navelo da bi mogao izbiti građanski rat. Iako su sankcije skinute s Iraka, životni standard se nije značajno poboljšao, a radovi na obnovi infrastrukture su se odužili. SAD su odbili predati Irak snagama UN-a usprkos napadima. 2. srpnja Bush je na upit o tome kako bi se američke trupe trebali povući iz Iraka zbog otpora odgovorio da se to neće dogoditi. Čak ni nakon uspostavljene nove vlade i prvih slobodnih izbora u Iraku situacija je ostala problematična.

## 2004.: Ustanak pobunjenika
2004. je isprva označila početak smanjivanja nasilja. Snage pobunjenika su se preorganizirale tijekom ovog vremena, proučavajući taktike vojnika Koalicije tako da su se guerilla napadi smanjili. No krajem godine strani borci su ušli u Irak, među njima i al-Qaeda koju je u toj državi počeo voditi Abu Musab al-Zarqawi. Napadi su se potom ponovno proširili. U seriji bombardiranja po državi napadani su i vojnici Koalicije, i vojnici iračke sigurnosnih snaga i civili. Prema jednoj hipotezi, uklanjanje Husseina je ojačalo radikalne islamiste tako da je organizirani ustanak Sunnia sve više jačao. Južni i središnji dijelovi Iraka potonuli su u kaosu i krvavim guerilla napadima dok su Koalicijske snage pokušavale uvesti red i održati kontrolu.
Koalicija je stoga odlučila napasti grad Faludžu, središte „Muhamedove vojske al-Ansara“, te Najaf, središte važne džamije koja je postala sjedište Mahdijeve vojske i njihovih aktivnosti. 31. ožujka 2004. dogodio se jeziv prizor; pobunjenici su u Fallujahu napali convoy s četiri američka ugovaratelja tvrtke Blackwater koji su vršili dobavu hrane za ESS. Četiri ugovaratelja; Scott Helvenston, Jerry Zovko, Wesley Batalone i Michael Teague, su izvučeni iz njihovih automobila, pretučeni i završno ubijeni. Njihove leševe su zapalili i objesili na mostu iznad rijeke Eufrat. Slike tog incidenta su obišle i zgrozile svijet.

### Bitka za Faludžu
Nakon tog događaja, Koalicija je počela razmišljati o ponovnoj uspostavi prisutnosti u gradu Faludži. 4. travnja 2004. međunarodne snage su počele napad na pobunjenike te je tako započela Druga bitka za Faludžu. 9. travnja dopušteno je ženama, djeci i starcima da napuste grad. Idući dan snage su objavile primirje kako bi omogućile ulazak opskrbe namirnicama u grad. Trupe su se povukle do ruba grada. Onda je krenula bitka za osvajanje grada. Kada je vladajuće vijeće Iraka protestiralo, Amerikanci su zaustavili ofenzivu. Koalicija je ubila oko 600 pobunjenika i jedan dio civila, dok je 40 Amerikanaca poginulo. Postignut je kompromis i primirje s pobunjenicima. No primirje se brzo raspalo i napadi su se nastavili, tako da su Amerikanci počeli planirati drugu ofenzivu na jesen. Nakon druge borbe, Faludža je ponovno osvojena, a navodno je poginulo oko 1300 pobunjenika i 95 Amerikanaca. I stotine civila je poginulo, a dobar dio grada je oštećen. Tijekom ofenzive korišten je bijeli fosfor što je izazvalo svojevrsne kritike.

## 2005.: Izbori
31. siječnja 2005. održani su prvi poslijeratni izbori kako bi se izabrali predstavnici za prijelazno novo iračko vijeće od 275 članova koje bi trebalo donijeti stalni ustav. Usprkos tome što je na biračkim mjestima bilo nasilja, a Sunni su boycottirali izbore, većina Kurda i Shiita je sudjelovalo i izbori su bili razmjerno uspješni. Oko 8,4 milijuna ljudi je glasovalo u, kako je ocijenjeno, „prvim demokratskim izborima Iraka“ 4. veljače Paul Wolfowitz je objavio da će se oko 15.000 američkih trupa, koji su osiguravali red na izborima, vratiti natrag kući. Veljača, ožujak i travanj su bili relativno mirni mjeseci u usporedbi s krvavim studenim i siječnjom, s prosječno 30 napada pobunjenika na dan u usporedbi s prethodnih 70 na dan. 9. travnja tisuće demonstranata vjernih Shiitskom kleriku Muqtadu Sadru protestiralo je u Baghdadu protiv američke okupacije. 20. travnja irački ministar unutrašnjih poslova Iyad Allawi jedva je preživio pokušaj atentata kada je bombaš samoubojica napao njegov convoy blizu njegove kuće.
Nade za skoro povlačenje trupa iz Iraka su nestale kada je u svibnju nastala prava poplava terorističkih napada pobunjenih Sirijanaca, Saudijaca i Sunnia. Njihove glavne mete bila su okupljališta civila Shiita, poput tržnica ili škola. Tog mjeseca SAD su pokrenule operaciju Matador na zapadnom Iraku kako bi zaustavio protok pobunjenika i oružja iz Sirije. Irački predsjednik Jalal Talabani je 13. studenog za britansku televiziju izjavio da bi iračke snage mogle zamijeniti britanske vojnike do kraja iduće godine. 15. listopada, nakon ratifikacije ustava Iraka, održani su izbori za stalno iračko vijeće 15. prosinca. Pobijedio je shiitski Ujedinjeni irački savez sa 128 od 275 sjedala, a drugo mjesto je iznenađujuće zauzeo je Demokratski patriotski savez Kurdistana s 53 sjedala. Sekularna stranka Iračka lista dobila je samo 25 sjedala.
Napadi pobunjenika povećali su se u 2005., skočivši na 34,131 zabilježen incident, što je povećanje za 30% od 26,496 incidenata prošle godine.

## 2006.: Sukob šijta i sunita
22. veljače 2006. dvije bombe su postavljene u džamiju al Askri od sedmorice ljudi odjevenih u uniforme iračkih specijalnih postrojbi. Eksplozija je uništila zlatnu kupolu i oštetila džamiju. Šijti su na to diljem Iraka protestirali i izrazili bijes napadajući 168 džamije sunita, a ubijeno je i 10 imama, dok je 15 oteto. Religijski vođe na obje strane pokušali su smiriti situaciju i umanjiti strah od sunitsko-šijtskog građanskog rata u Iraku. U neredima su se počele i nizati kritike na račun Vlade SAD-a, ali i strah da bi civilni rat mogao rezultirati raspadom Iraka. SAD su za napad na džamiju optužile al-Qaedu i Abu Musaba al-Zarqawija. Ministar Ibrahim al-Jaafari je pozvao na mir i jedinstvo, dodajući kako je napad pokušaj da se rasplamsa nasilje.
Istodobno, trajalo je suđenje Saddamu Husseinu u skrivenoj bazi u Iraku. Bio je optužen za genocid i ubijanje Kurda na sjeveru 1988. kada je pokrenuta al-Anfal kampanja. Hussein je često osporavao smisao suda, zakonitost sudskog postupka, štrajkao glađu i prosvjedovao, pozivajući na pobunu protiv Koalicije, a mnogi njegovi odvjetnici su ubijeni i prije nego što je suđenje završilo. Proglašen je krivim i, na iznenađenje svijeta koji je očekivao da će samo dobiti doživotnu kaznu u zatvoru, osuđen na smrt vješanjem. 30. prosinca 2006. Saddam Hussein je obješen, a video njegovog pogubljenja emitiran je diljem svijeta. Mnogi su bili zadovoljni takvim ishodom, a među njima i Iran zbog dugog Iračko-iranskog rata, ali je bilo i protivnika u samom Iraku, a i pojavila se kontroverza zbog video snimke njegova pogubljenja koje je ocijenjeno nedostojanstveno i neprimjereno, tako da su se razmirice između sunita i šijta produbile.
UN je objavio da se bilo 34.452 nasilnih smrti u Iraku u 2006., zasnovano na podatcima po mrtvačnicama, bolnicama i mjesnim autoritetima.

## 2007.: Povećanje američkih trupa i vojna intervencija Turske
10. siječnja 2007., u televizijskom prijenosu naciji, Bush je predložio dodatnih 21.500 trupa u Iraku, plan razvoja poslova za Iračane, više prijedloga za rekonstrukciju te $1.2 milijarde za te programe. 15. siječnja Awad Hamed al-Bandar, bivši vođa Iračkog revolucionarnog suda, i Barzan Ibrahim, Husseinov polubrat, su smaknuti vješanjem u Baghdadu. U veljači, pobunjenici su po prvi put upotrijebili klor u terorističkom napadu, a najmanje desetak ljudi je poginulo. U konvencionalnom terorističkom napadu, dvije automobilske bombe su eksplodirale u tržnici u Baghdadu te ubile 88 ljudi, a ranile 160.
3. veljače snažna kamionska eksplozija odjeknula je u tržnici u Baghdadu te ubila 135 ljudi a ranila 339. Bomba je srušila 10 zgrada i kafića. Par tjedana nakon toga, Koalicija je započela operaciju Zakon i red kako bi stabilizirala glavni grad Iraka. Još nekoliko auto bombi s kanistrima s klorom je detoniralo i ubilo nekolicinu civila. 7. ožujka BBC i još tri organizacije za vijesti su izveli anketu nad 2000 Iračana. 51% ispitanika izjavilo je da smatra "prihvatljivim" da se vrše napadi nad Koalicijom, što je veliko povećanje u usporedbi s 2004. kada je to smatralo samo 17% ljudi. Uz to, 64% ispitanika je izjavilo da smatra ekonomsku situaciju svoje obitelji "vrlo lošom". 22. ožujka Ban Ki-moon, Glavni tajnik UN-a, posjetio je Baghdad te se zatresao od eksplozije uzrokovane od napada raketom od militanata u zelenoj zoni, koja je pala u blizini. 12. travnja kamion bomba uništila je al-Sarafiya most iznad rijeke Tigris, koji je bio star preko 75 godina. 8. svibnja je više od polovice članova u iračkom parlamentu odbacilo nastavak okupacije od koalicije po prvi put, a zatražen je i plan povlačenja.
U 2006. u izborima za Kongres su pobijedili Demokrati i zamijenili Republikance, te su zatražili od Busha da odredi rok za povlačenje američkih trupa iz Iraka. U travnju 2007. Kongres je izglasao zakon o trošenju u Iraku koji postavlja rok za povlačenje trupa, ali predsjednik Bush je odmah stavio veto te je izjavio da bi rok bio znak slabosti jer bi samo "omogućio teroristima da označe datum odlaska trupa". Ipak, 14. rujna Bush je promijenio izjavu i najavio da će ipak biti djelomično povlačenje trupa, tako da će 5700 ljudi stići na Božić 2007.
16. rujna dogodio se značajan incident kada su pet ugovaratelja privatne vojne tvrtke Blackwater, pokrenula krvavu pucnjavu u kojoj je u Baghdadu ubijeno 17 iračkih civila, za koje se kasnije ispostavilo da su bili nenaoružani, dok je još 24 osobe ranjeno. New York Times prenosi kako je do incidenta došlo nakon što je zaštitar Blackwatera gađao automobil jednog liječnika koji je vozio majku u kupovinu, a stjecajem okolnosti zatekao se u blizini diplomatskog convoya koji je trebalo štititi. Ugovaratelji su počeli pucati jer se automobil nije zaustavio, pri čemu su na mjestu događaja smrtno stradali liječnik i njegova majka te mnogi Iračani koji su se ondje slučajno zatekli. Nedugo nakon prve pucnjave, ugovaratelji su ponovno pucali nekoliko stotina metara od mjesta prvog incidenta. Ta je informacija prvi put izašla u javnost tek mjesec dana kasnije. Ta su ubojstva pojačala antiameričko raspoloženje u Iraku. Tri godine kasnije američki sudac odbacio je optužbe protiv počinitelja, što je potaknulo iračku vladu da donese odluku u kojoj naređuje Blackwaterovim djelatnicima da napuste državu.
Istovremeno, pojavio se novi problem: sa sjevera Iraka, naseljenom Kurdima, koji je cijelo vrijeme bio najstabilnija regija, militanti grupe PKK su počeli prelaziti u Tursku kako bi pomogli turskim Kurdima koji se bore za nezavisni Kurdistan na tom području. Turski parlament je odorio svojoj vojsci ulazak u sjever Iraka kako bi se militanti zaustavili. U prosincu oko 50 turskih ratnih aviona je napalo mete u regiji Qandil, Zap, Avashin i Hakurk.
2007. označila je pad nasilja i polaganu stabilizaciju stanja u državi, ali je prema izvještaju Iraq Body Count (IBC) ipak poginulo oko 24.000 civila u toj godini
13. listopada general Ricardo Sanchez, koji je zapovijedao koalicijskim snagama u Iraku od lipnja 2003. do lipnja 2004., naveo je niz političkih i vojnih promašaja u Iraku koji su pomogli otvoriti put pobuni – poput raspuštanja vojske iz Saddamova razdoblja, zanemarivanja utjecaja plemenskih vođa, kao i sporosti u obnovi civilne vlasti nakon svrgavanja Saddama Husseina. Sadašnja strategija, uključujući i slanje pojačanja od 30.000 trupa početkom godine, prema njegovoj je ocjeni samo očajnički pokušaj da se nadoknade godine loše vođene politike u Iraku. "Nema sumnje da Amerika proživljava noćnu moru kojoj se ne vidi kraja".

## 2008.: Peta godišnjica rata
Početkom siječnja stanje u Iraku nastavilo se stabilizirati i smirivati. Ipak, nasilje se ubrzo ponovno rasplamsalo: 24. siječnja dogodio se još jedan krvavi samoubilački napad u kojem je bombaš ubio visoko rangiranog policijskog šefa i dva policajaca u Mosulu, točno na mjestu na kojem je poginulo 34 ljudi i ranjeno još 217 prethodnog dana 1. veljače bomba na baghdadskoj tržnici ubila je 99 ljudi i ranila više od 200. Iračka vlada objavila je da je bombu nosila Iračanka.
Početkom siječnja, Malikijeva vlada je počela s raspravama o novom zakonu koji bi rehabilitirao bivše članove partije Ba'ath. 8. siječnja je pokrenuta operacija Phantom Phoenix čiji je cilj bio uhvatiti preostalih 200 ekstremista al-Qaede u provinciji Diyala. Operacija je također obuhvatila napade na pobunjenike u provinciji Saladin. 29 Amerikanaca je poginulo u veljači 2008., što je bio treći najniži rezultat u proteklih 5 godina. Istodobno, Međunarodni odbor Crvenog križa objavio je da je Irak na rubu humanitarne krize pošto milijuni građana još uvijek nemaju pristup pitkoj vodi, sanitaciji ili zdravstvenoj zaštiti.
Sukob Turske i PKK ponovno se rasplamsao kada je Ankara pokrenula kopneni napad na sjever Iraka 21. veljače. Operacija, koja je trajala 9 dana, obuhvaćala je 10.000 turskih trupa koji su prodrli 25 km duboko u Irak.
8. ožujka pronađena je masovna grobnica sa stotinjak leševa u blizini provincije Diyala, sjeverno od Baqubah.
Predsjednik Bush poručio je na petoj godišnjici rata kako se "rat mora nastaviti usprkos visoke cijene." Dodao je kako su ti "troškovi opravdani uzme li se u obzir cijena strateške pobjede nad neprijateljima u Iraku".
18. travnja zamjenik vođe al-Qaede Ayman al-Zawahiri oglasio se u audio poruci postavljenoj na internetu o petogodišnjoj američkoj intervenciji u Iraku, navodeći kako je "donijela samo poraz te da će predsjednik George W. Bush biti biti prisiljen ostaviti taj problem svom nasljedniku". Al-Zawahiri također navodi da slušajući savjete svojih zapovjednika u Iraku i jamčeći veliku američku vojnu nazočnost u toj zemlji nakon srpnja, Bush "zataškava neuspjeh" svoje politike u Iraku: "Ako američke snage napuste zemlju sve će izgubiti. A ako ostanu iskrvarit će do smrti.", kazao je. Također je pozvao na muslimansku potporu jihadu i al-Qaedi u Iraku te ponovio navodnu nedavnu izjavu Osame bin Ladena da će mujahideeni iz Iraka pokrenuti borbu za "oslobađanje" Jeruzalema.

### Racija na Abu Kamala
26. listopada 2008. Delta Force i SOG (CIA) elementi su s Iraka nakratko uletjeli u teritorij Sirije. Sirija je u ponedjeljak osudila američki napad u kojem je poginulo najmanje osam ljudi na istoku zemlje, u blizini granice s Irakom, tvrdeći da se radi o činu "ozbiljne agresije". Prema sirijskoj državnoj televiziji i novinskoj agenciji Sani, četiri američka helikoptera su povrijedila sirijanski zračni prostor u nedjelju oko 16:45 sati po lokalnom vremenu. Delta operatori i SOG officeri su nakon iskrcavanja iz helikoptera krenuli u zgradu (dok je još trajala izgradnja). Sirijanska vlada izjavila je da su Amerikanci usmrtili osam civila. Međutim, službenici Sjedinjenih Država tvrdili su da su svi koji su ubijeni u raciji bili povezani s Abu Ghadiyom, metom misije. Sirija je izjavila da razmišlja o odgovoru na ovaj napad, kazao je glasnogovornik sirijanskog ministarstva informacija Reem Haddad za Al-Jazeeru.
SAD, navodi Al-Jazeera, nisu službeno odgovorili na sirijanske optužbe, ali neimenovani američki vojni izvor kazao je za AP da su cilj napada bili strani borci al-Qaede koji iz Sirije ulaze u Irak. SAD i iračka vlada često su optuživali Damask da ne čini dovoljno kako bi zaustavio protuameričke borce. Prema američkim obavještajnim procjenama, 90% stranih boraca ulazi u Irak preko Sirije. BBC ističe kako se radi o prvom poznatom napadu američkih snaga unutar sirijanskog teritorija, te dodaje da je Sirija pozvala američkog i iračkog otpravnika poslova tražeći od njih da osude "čin agresije". Irački političari su nazvali incident "vrijednim žaljenja".

### Političke promjene u američkim izborima 2008.
4. studenog 2008. održani su predsjednički izbori u SAD-u na kojima su po prvi put od početka rata u Iraku Republikanci izgubili predstavnika u Bijeloj kući. Pobijedio je demokratski kandidat Barack Obama koji se od početka protivio ratu te je privukao velik broj birača nezadovoljnih Bushovom administracijom obećanjem da će povući Amerikance iz Iraka, najkasnije do 2010. "Ne postoji vojno rješenje za Irak. Nikad nije ni postojalo. Najbolji način da se zaštitimo i primoramo iračke čelnike da okončaju svoj građanski rat jest da odmah počnemo povlačiti svoje borbene jedinice. Ne za šest mjeseci, nego sad.", izjavio je Obama. Ipak, američki i irački dužnosnici u Baghdadu izjavili su da pobjeda demokratskog kandidata Obame neće utjecati na pregovore o američkoj vojnoj nazočnosti u Iraku. "Želimo zaključiti sporazum sa sadašnjom administracijom.", rekao je irački ministar vanjskih poslova Hoshyar Zebari u američkome veleposlanstvu u Baghdadu prigodom predsjedničkih izbora. "Novoizabrani predsjednik i njegova ekipa upoznati su s razgovorima o planu sporazuma i razumiju potrebu njegova zaključivanja.", dodao je. SAD i Irak od početka 2008. pregovaraju o sporazumu koji bi odredio američko raspoređivanje u Iraku nakon 31. prosinca te godine. Tog datuma istječe mandat UN-a pod kojim djeluju Multinacionalne snage pod vodstvom SAD-a.

### Incident gađanja Busha cipelama
14. prosinca 2008. Bush je nenajavljeno posjetio Irak i održao novinarsku konferenciju u Baghdadu zajedno s premijerom Nurijem al-Malikijem. No situacija je ubrzo nenadano prerasla u skandal: Mountazer al-Zaidi, novinar televizijske kuće al-Bagdadia, uz uvredljive je povike "Ovo je oproštajni pozdrav Iraka, psu!" gađao objema svojim cipelama američkog predsjednika Busha. Iako se Bush uspio izmaknuti i pokušao sve preokrenuti u šalu, događaj je imao veliki odjek u svijetu i ponovno vratio središte pozornosti na Irak. Al-Zaidija su uhitile iračke službe sigurnosti i, prema riječima njegovog brata Maithama, u zatvoru teško pretukle, zbog čega je završio u bolnici sa slomljenom rukom i rebrima.
Drugi Mountazerov brat, Uday, izrazio je strah da će se s njegovim bratom loše postupati dok je u pritvoru, ali i odbio poziv venezuelanskog predsjednika Hugoa Chaveza da cijela obitelj dođe živjeti u Venezuelu. "Zahvalni smo predsjedniku Hugou Chavezu. No, mi smo Iračani i živimo u Iraku.", rekao je Uday u ime obitelji. Libija je čak al-Zaidiju odlučila isporučiti odličje.
Palestinska oružana skupina Odbori narodnog otpora uputila je javni zahtjev odvjetnicima u cijelom svijetu da se mobiliziraju za obranu "velikog junaka" al-Zaidija. "Izražavamo punu potporu tom velikom junaku i zahtijevamo od svih odvjetnika na svijetu da se mobiliziraju za njegovu obranu.", izjavio je glasnogovornik skupine Abu Abir na konferenciji za novinare u Gazi. "Bacanje cipela bilo je "prirodni odgovor zločincu i velikom demonu koje utjelovljuje Bush", dodao je. Halil Dulaimi, bivši odvjetnik Saddama Husseina, rekao je kako priprema al-Zaidijevu obranu i kako mu je besplatnu pomoć već ponudilo najmanje 200 odvjetnika. Iračka je vlada osudila "sramni postupak", a uprava tv Al-Bagdadiye traži njegovo hitno oslobađanje. Al-Zaidija su pripadnici sigurnosnih službi, nakon incidenta odmah udaljili s konferencije, a potom je odveden u pritvor. Njegovi kolege novinarima stranih agencija ispričali u kako je al-Zaidi svoj čin detaljno predvidio. "Mountazer je ovo predvidio prije nekoliko mjeseci, najmanje šest. Odlučio je baciti cipele u glavu Bushu pred kolegama novinarima čim mu se ukaže pogodna prilika.", rekao je jedan od njegovih kolega iz al-Baghdadiye, iračke TV mreže čije je sjedište u Cairou. "Kad se zakleo da će to učiniti, mislili smo da su to samo prijetnje. No Mountazer mrzi Bushal.", rekao je jedan od kolega. "On je veliki domoljub kada je riječ o svim stvarima povezanim s Irakom.".

## 2009.: Obamina izlazna strategija
27. veljače 2009. novi američki predsjednik Barack Obama održao je govor u Camp Lejeuneu u Sjevernoj Carolini te objavio da će američka borbena misija u Iraku završiti do 31. kolovoza 2010. "Prijelazna vojska" od oko 50.000 trupa će ostati trenirati iračke sigurnosne snage te obavljati pojedine antiterorističke operacije do 2011. Obama je time najavio završetak rata čije je trajanje prešlo 6 godina, obećao Iračanima "potpuni prijenos ovlasti" te im čestitao na njihovoj suradnji i pomoći.
30. travnja 2009. U.K. je službeno objavilo da završava rat u Iraku te je počela s povlačenjem trupa uz napomenu da je ostvarena misija nove prijelazne vlade u Baghdadu. 4. lipnja i Rumunjska je službeno povukla svoje snage iz zemlje a 28. srpnja isto je učinila i Australija.
U 2009. nastavljen je trend smirivanja i stabilizacije Iraka. Ipak, bombaški napadi i nasilje sporadično su se ipak i dalje javljali. U siječnju je poginuo 191 Iračanin, a u veljači broj žrtava se popeo na 258, što je povećanje od 35% od prethodnog mjeseca, ponajviše zbog bombaškog samoubilačkog napada u Iskandiriyahi 13. veljače kada je poginulo 35 Shiita na putu za hodočašće u Karbalu. U ožujku je poginulo oko 250 ljudi, a travanj je bio treći najsmrtonosniji mjesec te godine: poginulo je 355 ljudi, od toga skoro 160 u zadnjem tjednu u mjesecu kada je zabilježen val automobila-bombi, ponajviše u Baghdadu, što je oko 40% mrtvih više nego prethodnog mjeseca. U svibnju je smrtnost ponovno spala kada je poginulo 124 osoba (ne uključujući 24 poginula vojnika Koalicije), lipanj je postao drugi najsmrtonosniji mjesec s 373 poginulih a u srpnju je bilo 275 žrtava. U kolovozu je bilo zabilježeno 456 žrtava, dok je s druge strane u rujnu broj mrtvih spao na najnižu razinu od početka rata, pošto je poginulo 125 ljudi.
Listopad je označio ponovan trend rasta nasilja: u tom mjesecu poginulo je 410 osoba diljem Iraka. Smrtnost je bila veća zbog dvije eksplozije bombaša samoubojica 25. listopada zbog kojih je poginulo više od 150 ljudi, označavajući najsmrtnonosniji dan nasilja u Iraku u prethodne dvije godine. Također, 1275 civila, 135 policajaca i 90 vojnika je ranjeno tog mjeseca, dok je 38 pobunjenika ubijeno, a 585 uhićeno. U studenom je poginulo 122 ljudi, a u prosincu je, prema iračkom Ministarstvu unutarnjih poslova, poginulo 319 ljudi (306 civila i 13 policajaca), a najznakovitije je što je to bio prvi mjesec u kojem nije poginuo nijedan Amerikanac od početka rata. Iako je 2009. bila najmirnija i najstabilnija godina od početka rata, ipak je u njoj zabilježeno oko 3300 žrtava.
U lipnju se su Amerikanci po prvi put povukli iz urbanih dijelova Iraka, a 38 vojnih instalacija predano je iračkim vlastima.

## 2010.: Kraj rata
Siječanj 2010. nastavio je trend smirivanja stanja u Iraku. Nakon mjesec dana mira, Baghdad je 25. siječnja ponovno uzdrmala automobilska bomba koja je eksplodirala između hotela Sheraton i Palestine te ubila 36 ljudi i ranila 80-ak. Detonacija je odjeknula gotovo paralelno sa smaknućem Ali Hassana al-Majida, jednog od najzloglasnijih sudionika Husseinovog režima, znanog i kao "Kemijski Ali". 27. siječnja Obama održao je svoje prvo obraćanje naciji otkad je postao predsjednik, te je, između ostalog, najavio povlačenje velikog broja američkih trupa iz Iraka te da je "rat gotov".
7. ožujka održani su novi parlamentarni izbori u zemlji u kojima je pobijedio Ayad Allawi, ali bez apsolutne većine, što je prouzročio kratkotrajan kaos i probleme u formiranju vlade.
5. travnja internet stranica WikiLeaks objavila je 39 minuta "procurene" video snimke zračnog napada američkog borbenog helikoptera na ulicu u Baghdadu 12. srpnja 2007., u kojem je ubijeno 18 civila nakon što su vojnici zamijenili novinara Reutersa za terorista. Naime, novinar je držao teleobjektiv i hodao po ulici, na što su piloti zaključili da nosi oružje te započeli paljbu. Ubijeno je 12 ljudi, a još šestero je također pogođeno kada je drugi put paljba usmjerena na ljude u kombiju koji su stali na cesti kako bi pomogli ranjenima. Snimka je ponovno izazvala neugodnosti za američku vladu.
4. travnja, odigrao se u međuvremenu 33. bombaški napad u Baghdadu u kojem je preminulo 42, a ranjeno preko 200 ljudi. Napad je bio usmjeren protiv stranih veleposlanstava. Islamska država Iraka preuzela je odgovornost za isti. Dva dana kasnije sličan se napad auto bombama ponovno odigrao u glavnom gradu Iraka. 23. i 24. travnja odigrala se serija bombaških napada u kojima je ubijeno 85 ljudi a ranjeno 145. Napad je bio usmjeren protiv Shiita koji su odlazili svojim kućama nakon molitve petkom te jedna tržnica u shiitskoj četvrti Sadr Citya, predgrađu Baghdada.
10. svibnja dogodio se još jedan val koordiniranih bombaških napada protiv policijskih i vojnih kontrolnih točaka, tržnice, ureda gradonačelnika Baghdada te jedne tvornice tekstila. U napadima je ubijeno preko 100 osoba, vjerojatno u znak odmazde zbog teških gubitaka al-Qaede u Iraku tijekom 2010. 18. kolovoza, bombaški napad ubio je 50-ak ljudi u Bagdadu koji su čekali u redu kako bi pronašli posao u iračkoj vojsci.
19. kolovoza započeto je masovno povlačenje američkih trupa iz Iraka. 31. kolovoza, Barack Obama proglasio je kraj rata. U obraćanju naciji, Obama je objavio kraj borbenih misija u toj zemlji te da će "Amerika nastaviti podupirati iračku vladu, dok će usmjeriti svoju energiju na vlastitu ekonomiju i Rat u Afganistanu". Obama je izjavio:
"SAD su platile veliku cijenu kako bi budućnost Iraka predala u ruke njegovim građanima... U ovom znamenitom poglavlju u povijesti Iraka i SAD-a, mi smo ispunili našu obavezu. Sada je vrijeme da se okrene nova stranica povijesti.".
Službeno, američki angažman je završio u utorak, 31. kolovoza, u 17 sati. Otprilike 50.000 vojnika je ostalo u Iraku do kraja 2011. kako bi pomagalo u obuci tamošnjih snaga.

### "Curenje" dokumenata s WikiLeaks
23. listopada 2010. WikiLeaks je objavila 391.832 povjerljivih ratnih dokumenata o ratu u Iraku u, kako je časopis The Independent napisao, "najvećem curenju podataka u povijesti". Dokumenti objavljuju bogati izvor informacija o stanju od 2004. do 2009.: o tome kako su iračke snage mučile stotine ljudi dok su Amerikanci samo gledali; kako je američki borbeni helikopter gađao pobunjenike koji su se predali; kako je jedan doktor prodavao al-Qaedi popis pacijenata s mentalnim poteškoćama kako bi ih ta organizacija mogla lako manipulirati da postanu bombaši samoubojice; kako su dva britanska vojnika pretukla dvojicu civila no nije pokrenuta istraga i dr. Također, otkriveno je da je američka vlada itekako pravila popis ubijenih u ratu, iako je tvrdila suprotno. Pentagon je sastavio popis dokumentiranih 109.032 smrti, od kojih su 66.081 bili civili. Nakon te informacije i analize 860 dokumenata, Iraq Body Count je objavio da je revidirao svoj broj ubijenih u ratu, koji je porastao s 107.000 and 150.000, od kojih su 80% bili civili. Privatna vojna tvrtka Blackwater, koja je zaradila $1,5 milijarde od početka rata, je često gađala civile, jednom čak i na bolničko vozilo koje je pokušalo stići do ranjenih. Američke trupe ubile su ukupno 834 ljudi na kontrolnim točkama, od kojih su 80% bili civili. Također, ispostavilo se da je Iran obučavao iračke militante te ih poticao u ubijanju iračkih dužnosnika.

## Kontroverze
Iako je američki predsjednik Bush izjavio da je rat u Iraku "dio Rata protiv terorizma", mnogi stručnjaci smatraju da je invazija bila motivirana drugim razlozima, pogotovo kada oružje za masovno uništenje nikada nije pronađeno. Neki smatraju da je glavni razlog bio kontrola bogatog izvora nafte u Iraku". Tome u prilog, indikativan je potez Paula Bremera, američkog upravitelja Privremene koalicijske vlade u Iraku, koji je 19. rujna 2003. objavio četiri odluke koje uključuju "punu privatizaciju javih poduzeća, puna vlasnička prava stranih tvrtki nad iračkim poduzećima, punu reparaciju stranih profita (...) otvaranje iračkih banaka stranom preuzimanju, ravnopravan status stranih kompanija s domaćima te (...) eliminaciju gotovo svih zapreka slobodnoj trgovini". Uz to pojavile su se i optužbe raznih udruga protiv koalicije zbog kršenja ljudskih prava, iako su američki vojnici trebali "osvojiti srca i umove Iračana", poput u zatvoru Abu Ghraib u kojem su se pojavile slike Amerikanaca kako ponižavaju Iračane, te Incident u Mahmudiyji u kojem je navodno silovana i ubijena 14-godišnja djevojčica ili ubojstva u Hadithi u kojem su navodno ubijena 24 civila, većinom djeca i žene. U interviewu 2009., Tony Blair je priznao da bi "ionako pokrenuo invaziju na Irak, čak i da nije bilo nikakvih dokaza o oružju za masovno uništenje".
Iako su mnogi tražili da se zbog toga skandala smjeni Donald Rumsfeld, to se nije dogodilo. Uz to, protesti diljem svijeta pratili su rat u Iraku, a i mnoge slavne ličnosti u SAD-u su kritizirale vladine odluke; među njima su i filmski glumci Sean Penn i Tim Robbins, te dokumentarni filmaš Michael Moore koji je sukob opisao u dokumentarcu Fahrenheit 9/11. Među državama koje su bile izričito protiv rata su bile i Francuska, Njemačka, Rusija, Egipat i Kina, koje su upozorile da će on samo povećati terorizam umjesto da ga smanji.

### Istražna povjerenstva
12. siječnja 2010. Willibrord Davids, predsjednik nezavisnog nizozemskog istražnog povjerenstva koje je pretresalo ulogu vojnih snaga Nizozemske u američkoj vojnoj intervenciji u Iraku, izjavio je kako je ta intervencija bila protuzakonita. Povjerenstvo je u svojem izvješću, koje je službeno predstavljeno u Den Haagu, zaključilo da rezolucije Vijeća sigurnosti UN-a o Iraku '90-ih nisu dopuštale američko-britansku intervenciju, te da je ona, prema odredbama međunarodnog prava, bila ilegalna. Nizozemska je 2003. pružila političku podršku iračkoj invaziji, no vojnu prisutnost u toj je zemlji godinama negirala. Izvještaj je potvrdio kako nema relevantnih dokaza da je Nizozemska doista pružila aktivnu vojnu potporu invaziji.
29. siječnja 2010. Tony Blair je svjedočio pred istražnim povjerenstvom o sudjelovanju Velike Britanije u ratu u Iraku, dok su diljem Londona organizirani prosvjedi protiv rata koji je izazvao najviše prijepora u njegova tri mandata. Saslušanje bivšeg britanskog premijera trajalo je oko šest sati, tijekom kojih je obrazložio svoju odluku da 2003. zemlju, zajedno sa Sjedinjenim Državama, gurne u rat protiv režima Saddama Husseina. Gotovo sedam godina poslije, Blair je i dalje na meti kritika zbog toga što je oko 45.000 britanskih trupa poslao u taj sukob, premda UN nije donio nikakvu rezoluciju o tome i unatoč otporu najvećeg dijela domaće javnosti. Prema njegovim riječima, "nije postojao tajni sporazum", samo je ustvrdio da je Bushu rekao da će "biti uz njega" ako ne uspije diplomacija. Dodao je da je "Hussein za njega čudovište." te da je "čvrsto vjerovao da Irak posjeduje oružje za masovno uništenje". Tijekom saslušanja, prosvjednici su ga nazvali "ratnim zločincem" te mu dali pogrdno ime Bliar (igra riječi "lažac").

## Troškovi
SAD su do 1. listopada 2006. potrošile $379 milijardi na rat u Iraku, a do 1. listopada 2009. brojka je prešla $690 milijardi, što je oko $2300 troškova po američkom stanovniku, tj. prosječno $2.200 milijuna tjedno ili oko $8.8 milijardi mjesečno. U.K. je potrošilo oko 9.24 milijardi funti u ratu.
Joseph Stiglitz, bivši ekonomist Svjetske banke i dobitnik Nobelove nagrade, je izjavio da je rat u Iraku glavni krivac za slabljenje ekonomije SAD-a. Po njemu, rat kojeg su isprva neki nazvali "ratom koji će isplatiti sam sebe", je koštao Ameriku direktno $845 milijardi u prvih pet godina. U svojoj knjizi Rat od 3 bilijuna dolara procjenjuje da bi pravi troškovi rata mogli biti i $3 bilijuna, čime bi mogao biti drugi najskuplji američki rat nakon Drugog svjetskog rata, koji je koštao $5 bilijuna prilagođeno po inflaciji. Izravni troškovi po njegovoj računici nisu ubrojili kamate na kredit iskorišten da bi se financirao rat, zdravstvena skrb za ratne veterane te obnova za uništenje prouzročenu ratom. Kako bi ilustrirala kako se novac mogao iskoristiti na drugi način, Linda Blimes, koautorica knjige, je citirala da SAD godišnje izdvajaju $108 milijuna na istraživanje autizma – svota koja se potroši svakih 4 sata u ratu u Iraku. Stiglitz je također objavio detaljnu studiju o trošku rata.

## Žrtve
Do 1. svibnja 2003., kada je Bush izjavio da je većina vojnih operacija završena, poginuo je 171 član Koalicije te oko 9200 iračkih trupa i 7299 civila. Do 31. kolovoza 2010., kada je Obama objavio završetak rata, poginulo je 4804 vojnika koalicije (od toga 4484 američkih trupa, 179 britanskih, 33 talijanskih, 23 poljskih te 85 ostalih) dok je broj poginulih civila još uvijek upitan.
- U siječnju 2008., irački ministar zdravstva Dr. Salih Mahdi Motlab Al-Hasanawi je objavio rezultate "Ankete zdravstva obitelji Iraka" koja je pokrila 9345 domaćinstava diljem te države tijekom 2006. i 2007. Procijenila je da je u prosjeku bilo 151.000 nasilnih smrti u Iraku (95% razmjera nesigurnosti, između 104.000 minimalno i 223.000 maksimalno) od početka rata 2003. do ljeta 2006. Zaposlenici Iračkog ministarstva zdravstva proveli su anketu.[18][128][129][130]
- Opinion Research Business (ORB) procjenio je da je bilo 1.033.000 nasilnih smrti uzrokovanih ratom. Razmjer je između 946.000 žrtava minimalno i 1.120.000 maksimalno. Uzorak nacije od 1720 Iračana odgovorilo je da li je ijedan član njihove obitelji (koji živi pod njihovim krovom) ubijen tijekom rata. 22% ispitanika odgovorilo je da je izgubilo jednog ili više članova obitelji. ORB je objavio da je 48% poginulo od paljbe, 20% od automobilske bombe, 9% od zračnog napada, a 6% od ostalih uzroka.[17][131][132][133]
- Iraq Body Count objavljuje da je broj mrtvih od ožujka 2003. do 31. kolovoza 2010. između 98.000 i 106.000.[15] Međutim, nakon curenja dokumenata s WikiLeaks 22. listopada 2010., Iraq Body Count je povećao broj poginulih na 150.726.[16][110] Prema navodima organizacije, od ukupnog broja poginulih, ugrubo 80% su bili civili. Kada se doda broj poginulih vojnika koalicije, 4744, ukupan broj poginulih penje se na 155.470.[16]
- Lancelot je objavio je da broj mrtvih u Iraku od početka rata do ljeta 2006. 654.965, zasnovano na podacima provedene ankete po domaćinstvima.[14] Anketu je organiziralo Sveučilište Mustansiriya, a obuhvatila je 1849 nasumice odabranih kućanstava koje su imale u prosjeku sedam članova. Svaki član odgovarao je na pitanje o smrtnosti 14 mjeseci prije i nakon rata. Procjena se odnosi na sve prekomjerne smrti uzrokovane nasiljem i nenasiljem (što uključuje povećano bezakonje, degradiranu infrastrukturu, lošiju zdravstvenu skrb itd.).[13] 601.027 smrti (razmjer od 426.369 do 793.663) je pripisano izravnoj posljedici nasilja. 31% od tih su pripisani koaliciji, 24% ostalima, a 46% je uzrok nepoznat. Uzroci nasilnih smrti su pucnjava (56%), automobilske bombe (13%), ostale eksplozije (14%), zračni napadi (13%) i nepoznato (2 %). Kopija osmrtnice je bila dostupna visokoj proporciji prijavljenih smrti.[134][135]

Kao i kod prijašnjih studija, i ovdje se navodi da su statistički rezultati ovih metoda nedovoljno precizni, makar je više ljudi poginulo nego što se do sada mislilo. Bijela kuća je odbacila te brojke, tvrdeći da su iznimno pretjerana. Bush je izjavio da je poginulo oko 30.000 Iračana od početka rata do 2005.

## Posljedice
Među pozitivnim posljedicama su svrgavanje diktature Husseina, uvođenje demokracije, zaštita trupa Koalicije i ukidanje sankcija. Međutim, pojavile su se i mnoge negativne posljedice: zdravstveno stanje u Iraku propalo je na razinu koja nije zabilježena u toj državi još od 1950-ih, tvrdi Joseph Charmie, bivši ravnatelj UN-ove Divizije stanovništva, koji je dodao da "nakon rata Irak izgleda kao neka država u sub-Saharanskoj Africi". Pothranjenost među djecom je porasla s 19% prije rata 2003. na prosječno 28% do 2007., a oko 70% stanovništva nema pristup pitkoj vodi. U prosjeku, 60–70% djece u Iraku boluje od mentalnih problema. Uzrok izbijanje epidemije kolere među 5000 ljudi u sjevernom Iraku se smatra rezultatom slabe kvalitete vode, a skoro polovica svih doktora napustilo je državu od 2003.
2007., sud u Maleziji je otvorio sudski postupak protiv Georgea W. Busha, Tonyja Blaira i drugih zbog mogućih ratnih zločina u ratu u Iraku i Afganistanu. Četiri i pol godina kasnije, Bush, Dick Cheney, Donald Rumsfeld i njihovi pravni savjetnici Alberto Gonzales, David Addington, William Haynes, Jay Bybee i John Yoo, su osuđeni u odsutnosti te proglašeni krivim za mučenje, okrutno postupanje, zločin protiv mira i kršenje Geneva konvencije. Među saslušanim svjedocima su bili britanski državljanin Moazzam Begg, bivši zatočenik u Guantanamu te Iračanka Jameelah Abbas Hameedi koja je zlostavljana u Abu Ghraibu. Iako su presude simbolične, peteročlano vijeće sudaca je dokumente proslijedilo Međunarodnom kaznenom sudu.
Pojavio se i problem iračkih izbjeglica. U 2007., oko četiri milijuna Iračana su bili raseljeni ili izbjeglice, što je oko 16% ukupnog stanovništva te države: 2.256.000 ljudi je bilo raseljeno unutar samog Iraka, dok su ostali otišli u neku drugu zemlju, ponajprije Siriju (od 1,2 do 1,4 milijuna izbjeglica), Jordan (pola milijuna izbjeglica) i Egipat (70.000 izbjeglica). Kao glavni uzroci navodi se sukobi, visoko povećanje cijena namirnica i benzina, te nezaposlenost koja je negdje između 50 i 70%. UNHCR je procijenio da od 2006. skoro 100.000 Iračana bježi u susjednu Siriju i Jordan svaki mjesec. Prema procjenama organizacije Human Rights Watch, 331 profesor je ubijen u prvih 4 mjeseca 2006., a barem 2000 doktora je ubijeno, a 250 oteto od rata 2003. Prema procjenama, samo u Siriji se nalazi 50.000 žena i djevojaka iz Iraka koje su se okrenule prostituciji samo kako bi preživjele i imale prihod.
SAD su primile oko 800 izbjeglica, dok je Švedska primila čak 18.000, a Australija 6000. Iako kršćani čine samo 5% stanovništva Iraka, njihov udio među izbjeglicama je skoro 40%.

## Vanjske poveznice
- Rat u kontekstu
- Pozitivno razmišljanje i analiziranje rata u Iraku  Arhivirana inačica izvorne stranice od 7. siječnja 2012. (Wayback Machine)
- Broj mrtvih civila
- Human Rights Watch - izvještaj o Iraku (2009)
- Irak - puni tekst govora i događaja